# Jeff Stryker
Jeff Stryker (eredeti neve: Charles Casper Peyton) (Carmi, Illinois, 1962. augusztus 21. –)
amerikai pornószínész. Eredeti neve: Charles Casper Peyton Hetero, biszex és homo filmekben egyaránt szerepelt. Nagy népszerűségét főleg az utóbbiaknak köszönheti, noha sokáig kitartóan állította, hogy a magánéletben egyértelműen hetero beállítottságú. Később azt mondta, hogy igazából biszexuális. Hollandiában még bélyeget is adtak ki róla. Jelenleg Kaliforniában él.

## A legismertebb homofilmekről
Jeff 1986-ban aratta pályafutása legnagyobb sikerét a John Travis rendezésében készült Powertool című filmben. A történet szinte végig egy börtönben játszódik. A Bigger Than Life című filmben Stryker egy popsztárt alakított, a film főcímdalát is ő énekelte. A cselekmény szerint koncertje után a hátsó kijáratnál a Jeff Quinn által játszott rajongójával kerül szexuális kapcsolatba, végül egy ismeretlen hódolója hívja találkára egy biliárdterembe, ahol hármas szexre kerül sor egy éppen ott játszó fiúval. A Stryker Force kincskereső történet, amelyben kivételes alkalomként a másik főszereplő, a szőke Steve Hammond passzív szerepkörben is látható volt egy Strykerrel közös jelenetben. (Mindkét film rendezője Matt Sterling.) Az In Hot Pursuit 5 történetét Stryker személye kapcsolja össze. Kettőben ő a főszereplő is. Az első történet szerint szakadó esőben látogatja meg a barátja (Mike Henson). A bőrig ázott srácról hamar lekerülnek a ruhák, s a folytatás kitalálható. Az utolsó történetben Jeff indiánt alakít, aki megment egy katonát (Adam Grant). A fiatalember a maga módján fejezi ki háláját a megmentőjének. A The Look című filmben autószerelőt játszik, aki elhiteti két fiúval, hogy az ő baseball-labdájuk törte be egy javításra váró autó szélvédőjét. A két megszeppent srác kénytelen mindenben alávetni magát Jeff akaratának. Távozásukkor azonban még kiderül, hogy a belevaló szerelő igazából átverte őket, a kocsi valójában épp a fiúknak tulajdonított sérüléssel került a műhelybe. Jeff saját produkciójában készítette el a Powertool folytatását. Addigra azonban a filmnek már készült egy „hivatalos” folytatása is Lex Baldwin főszereplésével, ezért Jeff a Powerfull 2 – The Return címet volt kénytelen használni.
Noha a sztár filmográfiája tekintélyes, valójában ezeknek csak egy része önálló film, a többi a sikeres produkciók részleteiből összeállított válogatás. Jeff az aktusokban kizárólag aktív szerepet vállal, míg orális szexben sokáig csak passzív volt. A Powerfull 2 – The Return című filmben vállalt először aktív szerepkörben kölcsönös orális szexet a partnerével. Egyik szólóvideójában különféle dildókat használt, de passzív szerepkört azóta se vállalt a filmre vett aktusokban.

## Érdekességek
- Stryker a melegek körében főleg annak köszönheti népszerűségét, hogy előnyös fizikai adottságai, „macsós” megjelenése kamaszfiús vonzerővel párosul. Természetesen átlagosnál nagyobb intim mérete (az angol Wikipédia szerint több mint 25 cm) is szerepet játszott gyors sikereiben. Ellendrukkerei szerint viszont kevés érdeklődést, érzelmet és gyengédséget tanúsít azonos nemű partnerei iránt, s meglehetősen mechanikusan vesz részt az aktusokban.
- Jeff 11 éves korától kezdett el tudatosan gyúrni.
- Féltestvére Rick Stryker néven kis időre szintén beszállt a pornóiparba. Közös filmjük is volt (pl. Powerful 2 – The Return), de egymással nem voltak szexjeleneteik.
- Jeff 1989-ben Chuck Peyton néven egy nem pornográf jellegű horrorban (After Death) is szerepelt.
- Jeffnek van egy fia, Joseph Peyton, akit egyedül nevelt a gyerek egyéves kora óta. 2004 szeptemberében az akkor már 14 éves gyereket egy spanyolokból álló banda megtámadta és megkéselte egy kaliforniai iskolában. A riportereknek Stryker azt mondta, fiát faji okokból támadták meg, mert a gyerek fehér bőrű. A srác túlélte a támadást.
- Jeff hímtagjának gumiból elkészített élethű másolata évek óta a szexshopok egyik legkelendőbb terméke. Ezenkívül naptárak, polók, üdvözlőkártyák, egész alakos figurák és más cikkek is forgalomba kerültek Jeff nevével, fotóival, illetve róla mintázva. Stryker egyébként egymillió dolláros pert indított a Health Devices Inc. és a California Publishers Liquidating Corp. szerződésszegés és kalózkodás miatt, mert olyan Stryker-dildót hoztak forgalomba, mely után neki nem fizettek. Stryker végül 25 ezer dolláros kártérítést kapott.
- Strykernek Wild Buck címmel country lemeze is megjelent.
- John Waters filmrendező szerint Stryker „a pornó Cary Grantje”.
- Margaret Cho, amerikai komikus kedvenc pornósztárja Jeff Stryker. Az Assassin című show-jában egyenesen azt állította, hogy használja is a Jeff Stryker-dildót. A pornósztár a műfallosz mellé egy róla mintázott egész alakos bábut is ajándékozott a komikusnak.
- 1998–1999-ben a pornósztár a Jeff Stryker Does Hard Time című színpadi show-val turnézott, mely egy börtönben játszódó erotikus komédia volt. A táncos fináléban Jeff levetkőzött a közönség előtt.
- 2006 nyarán Stryker az A Sophisticated Evening with Jeff Stryker című show-ban lépett fel Los Angelesben. A műsor szövegét Bruce Vilanch írta. Jeff vicces monológot adott elő az életéről és pornófilmes kalandjairól, az egyik nézővel próbafelvételt rögtönzött, majd a közönség legnagyobb örömére a táncos-zenés fináléban újfent levetkőzött.

## Ismertebb filmjei

### Homo
- 2001 Jeff Stryker Does Hard Time
- 2000 Stryker
- 1998 Powertool: Tenth Anniversary Edition
- 1997 Jeff Stryker’s Underground
- 1996 Directors’ Best: John Travis 1
- 1996 Santa’s Cummin’!
- 1995 J.S. Big Time
- 1995 Stryker Force
- 1995 The Tease
- 1994 Anal Hall of Fame
- 1994 Catalina Studs
- 1994 The Tease
- 1993 Voyeur
- 1993 Wild Buck
- 1992 10 Plus
- 1992 10 Plus Volume 2
- 1992 Best of All Matt Sterling
- 1992 Catalina Preview Tape 5
- 1992 Les Hommes (The Men)
- 1991 The Best of Jeff Stryker
- 1991 Busted
- 1991 Catalina Classics
- 1991 Catalina Down & Dirty
- 1991 Classic Catalina
- 1991 Cummin’ Together
- 1991 In Hot Pursuit
- 1991 The Look
- 1990 The Best of Mike Henson
- 1990 Directors’ Best: John Travis 1
- 1990 Dreaming of You
- 1990 Just You & Me
- 1990 On the Rocks
- 1989 Best of All
- 1989 The Best of John Davenport
- 1989 Every Which Way
- 1989 It’s What’s Inside that Counts: Preview Tape 3
- 1989 Powerful Sex
- 1989 Powerful 2 – The Return
- 1989 Stryker’s Best Powerful Sex
- 1987 In Hot Pursuit
- 1987 Stryker Force
- 1986 Bigger Than Life
- 1986 Powertool

### Egyéb
- 1999 Can I Be Your Bratwurst, please (nem pornó)
- 1993 How to Enlarge Your Penis
- 1992 Jeff Stryker’s Favorite Sexual Positions
- 1992 Stryker’s Best Powerful Sex (hetero)
- 1988 After Death ( Zombie 4: After Death) (nem pornó)
- 1988 The Heiress (hetero)
- 1987 Jamie Loves Jeff (hetero)
- 1987 Jeff Stryker: A Romance Video for Women (hetero)
- 1987 The Switch Is On (biszex)